# Will Hay
William Thomson Hay, detto Will (Stockton-on-Tees, 6 dicembre 1888 – Londra, 18 aprile 1949), è stato un attore, comico e regista britannico.

## Filmografia
Attore
- Those Were the Days, regia di Thomas Bentley (1934)
- Radio Parade of 1935, regia di Arthur B. Woods (1934)
- Dandy Dick, regia di William Beaudine (1935)
- Boys Will Be Boys, regia di William Beaudine (1935)
- Windbag the Sailor, regia di William Beaudine (1936)
- Where There's a Will, regia di William Beaudine (1936)
- Oh, Mr Porter!, regia di Marcel Varnel (1937)
- Good Morning, Boys, regia di Marcel Varnel (1937)
- Hey! Hey! USA, regia di Marcel Varnel (1938)
- Old Bones of the River, regia di Marcel Varnel (1938)
- Ask a Policeman, regia di Marcel Varnel (1939)
- Convict 99, regia di Marcel Varnel (1939)
- Where's the Fire?, regia di Marcel Varnel (1940)
- The Ghost of St. Michael's, regia di Marcel Varnel (1941)
- The Big Blockade, regia di Charles Frend (1942)

Attore e regista
- La pecora nera del signor ministro (The Black Sheep of Whitehall), regia di Will Hay e Basil Dearden (1942)
- The Goose Steps Out, regia di Will Hay e Basil Dearden (1942)
- My Learned Friend, regia di Will Hay e Basil Dearden (1943)